# Likati
Likati är en flod i Kongo-Kinshasa som vid sammanflödet med Rubi bildar Itimbiri. Den rinner genom provinsen Bas-Uele, i den norra delen av landet, 1 300 km nordost om huvudstaden Kinshasa.